# Los farsantes
Los farsantes es una película española de 1963 dirigida por Mario Camus con un guion basado en una novela de Daniel Sueiro. Primera película de Mario Camus donde muestra el drama desgarrador de la vida de unos comediantes o farsantes.

## Sinopsis
Una compañía de teatro de mala muerte viaja de pueblo en pueblo en una destartalada camioneta tratando de buscarse el sustento, huyendo de los acreedores y siempre pensando que pueden conseguir algo en otro pueblo.